# Diphycerus tonkinensis
Diphycerus tonkinensis är en skalbaggsart som beskrevs av Gilbert John Arrow 1920. Diphycerus tonkinensis ingår i släktet Diphycerus och familjen Melolonthidae. Inga underarter finns listade i Catalogue of Life.